# Wyka płotowa
Wyka płotowa (Vicia sepium L.) – gatunek rośliny wieloletniej należący do rodziny bobowatych. Występuje na dużej części Azji i w całej niemal Europie, rozprzestrzenia się też w innych regionach. W Polsce gatunek pospolity na całym niżu i w niższych położeniach górskich.

## Morfologia

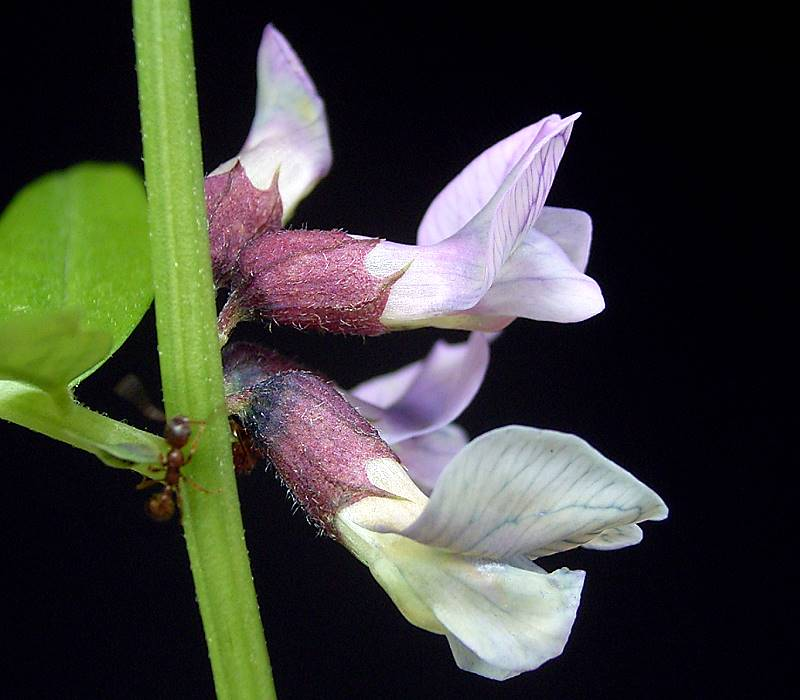
Kwiaty

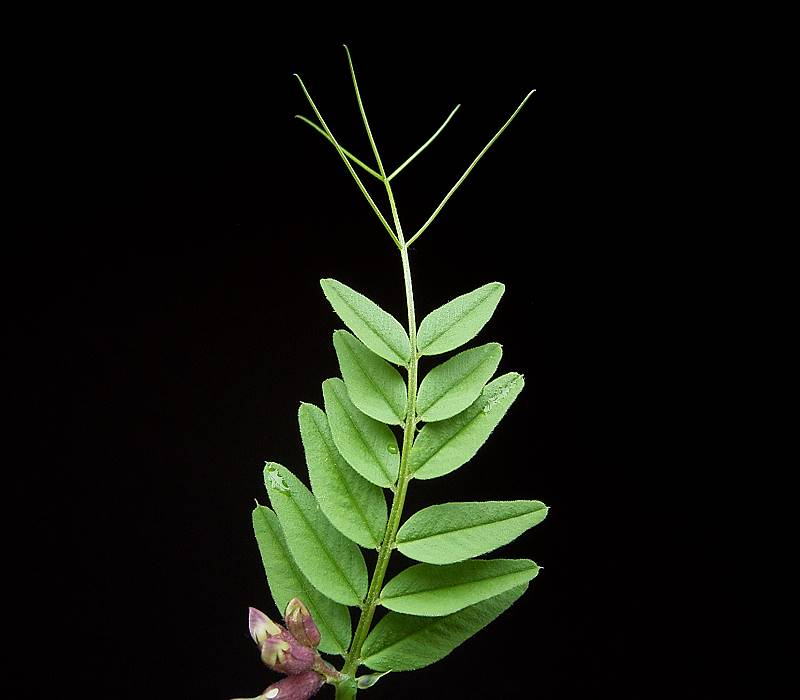
Liść

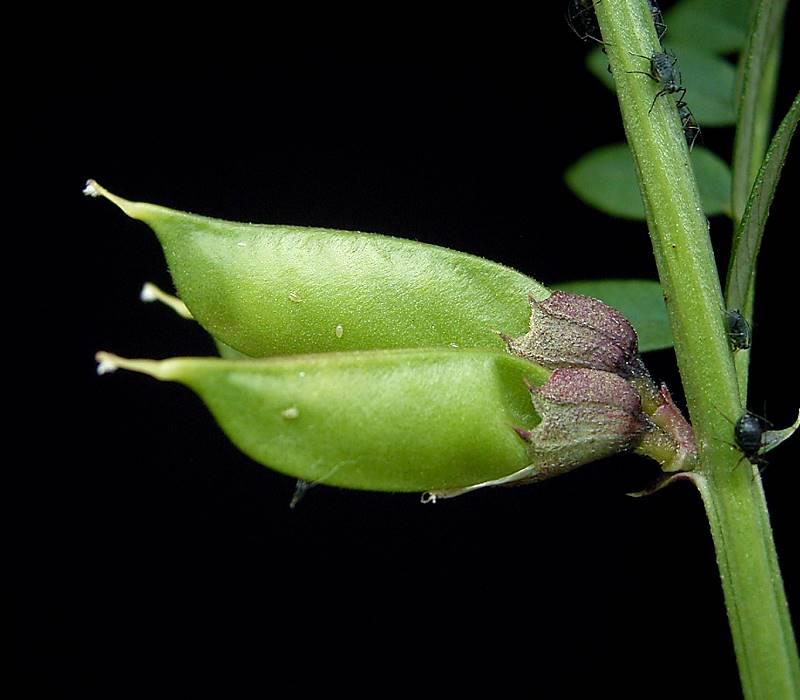
Strąk

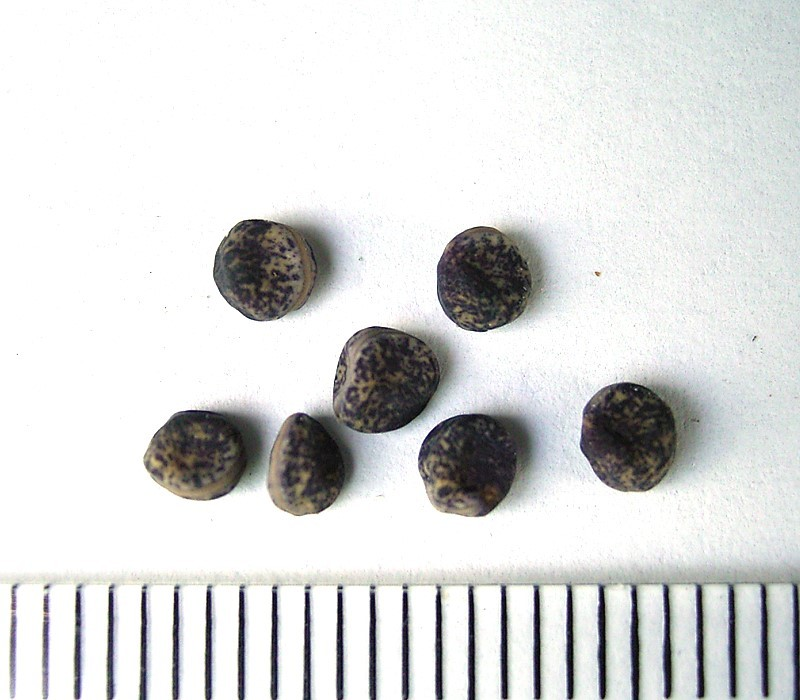
Nasiona

PokrójBylina czepiająca się innych roślin za pomocą wąsów.
ŁodygaWiotka, pokładająca się, rozgałęziona, graniasta, o długości 30–70 cm. Roślina wytwarza rozgałęziające się rozłogi.
LiścieNieparzysto-pierzaście złożone z 5–7 par listków. Listki jajowate, orzęsione. Listek szczytowy oraz pierwsza para listków przekształcone są w wąsy czepne. U nasady liścia złożonego orzęsione przylistki o oszczepowatym kształcie.
KwiatyJednostronne, wyrastające w kącie liścia i dużo krótsze od niego grono złożone z 2–5 siedzących lub krótkoszypułkowych kwiatów motylkowych. Kwiaty długości 1–1,5 cm, kielich o nierównych ząbkach (dwa górne wyraźnie mniejsze od pozostałych), nagi lub nieco tylko owłosiony. Korona dołem żółtawa, poza tym koloru ciemnoliliowego z czerwonymi smugami.
OwocSpłaszczony strąk zakończony dzióbkiem.

## Biologia i ekologia
Bylina, hemikryptofit. Siedlisko: łąki, lasy, zarośla, przydroża. Roślina miododajna, nektar powstaje w miodnikach u nasady rurki pręcików. Kwitnie od maja do czerwca, a czasami również jesienią. W klasyfikacji zbiorowisk roślinnych gatunek charakterystyczny dla związku (All.) Trifolion medii. Jest wybitnie przystosowana do zapylania krzyżowego przez owady o długim aparacie gębowym, głównie duże trzmiele. Tylko one mogą dostać się do nektaru. Pod ciężarem owada siadającego na łódeczce wysuwa się słupek, który pod znamieniem ma gęste włoski z przyklejonym pyłkiem z pręcików (roślina jest przedprątna, nie może więc w tym czasie zapylić się własnym pyłkiem). Pyłek ten przykleja się do brzusznej strony owada i może być przez niego przeniesiony na inny kwiat wyki, w którym słupek jest już dojrzały. Mniejsze trzmiele nie mogąc się dostać do nektaru, często wygryzają otwór w dolnej części kwiatu nie pośrednicząc w jego zapylaniu. 

## Zastosowanie
- Roślina pastewna o średniej wartości użytkowej. Źle znosi zgryzanie i dlatego na pastwiskach szybko zanika.